# Кільцеподібна галактика

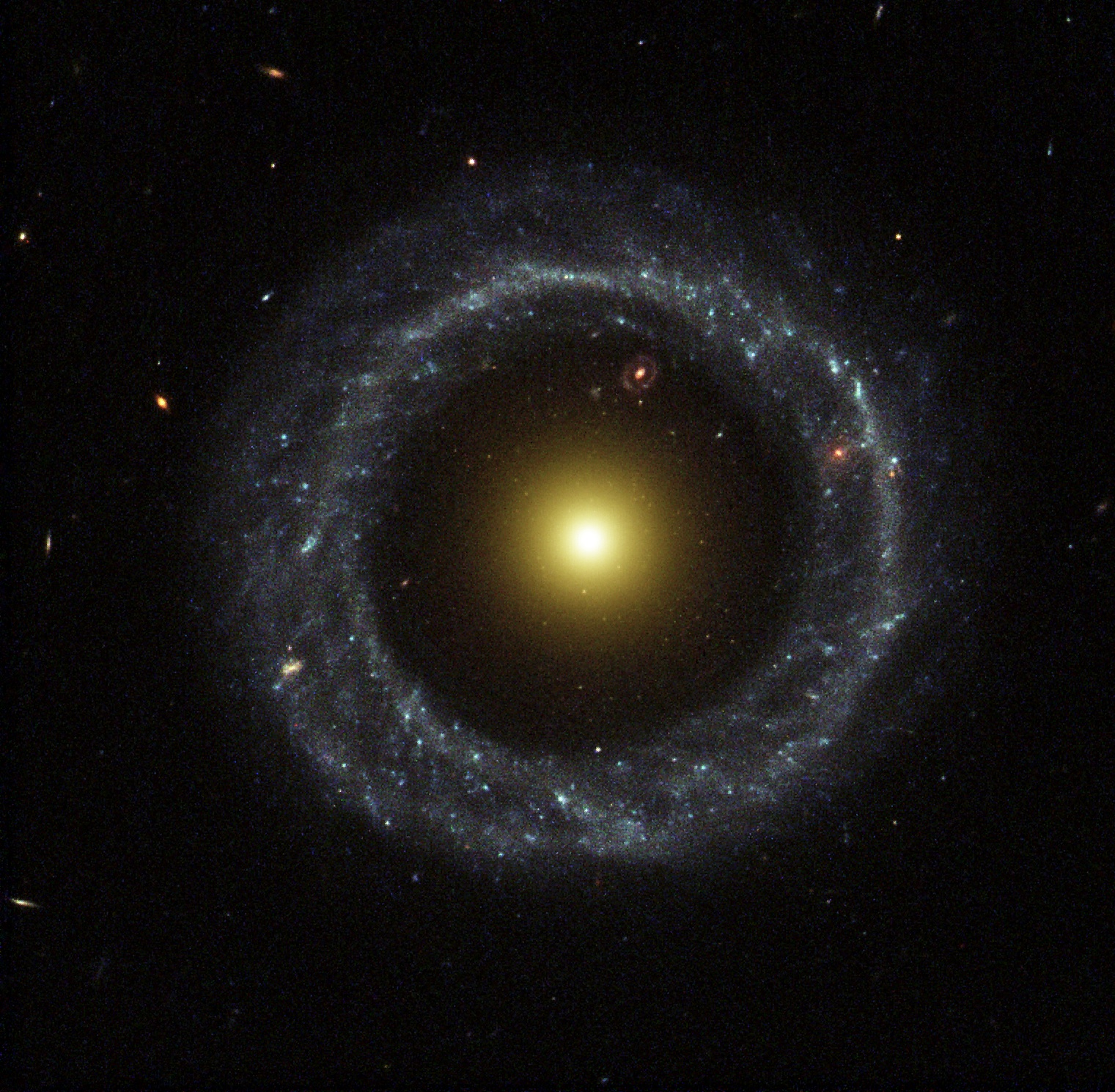
Об'єкт Хога — Об'єкт Хога — типова кільцева галактика. За випадковим збігом, в проміжку між ядром і кільцем (в місці, відповідному одній годині на циферблаті) видна ще одна кільцеподібна галактика, яка знаходиться набагато далі (видно при збільшенні).

Кільцеподібна галактика — різновид пекулярних галактик, що характеризується наявністю щільного ядра, оточеного протяжним кільцем яскравих молодих зір, відокремлених від ядра деякою відстанню. Візуально кільцеподібні галактики схожі на планетарні туманності.

## Походження
Найімовірнішим механізмом утворення кільцеподібних галактик є зіткнення велетенської дискової й карликової галактик. Коли карликова галактика проходить через центр великої, від місця зіткнення галактик поширюється хвиля зореутворення, що згодом призводить до появи яскравого кільця. Для деяких галактик, наприклад AM 0644-741, вдалося виявити ймовірну галактику-ударник, яка стала причиною утворення кільця.
Інша гіпотеза утворення кілець — акреція речовини карликових галактик-супутників. Цей процес схожий з дисковою  акрецією в подвійних зорях.

## Представники
Найтиповішим представником кільцеподібних галактик є об'єкт Хога (PGC 54559), відкритий Артуром Хогом 1950 року. Примітно, що в незаповнений простір між ядром і кільцем галактики Хога проектується інша кільцеподібва галактика. Також до кільцеподібних галактик належать AM 0644-741, ESO 350-40, PGC 1000714. А в групі Arp 147 взаємодіють одразу дві кільцеподібні галактики.
Іншим відомим представником цього різновиду є галактика Колесо Воза, яка стала широко відомою після того, як її зображення було отримано телескопом Джеймса Вебба.

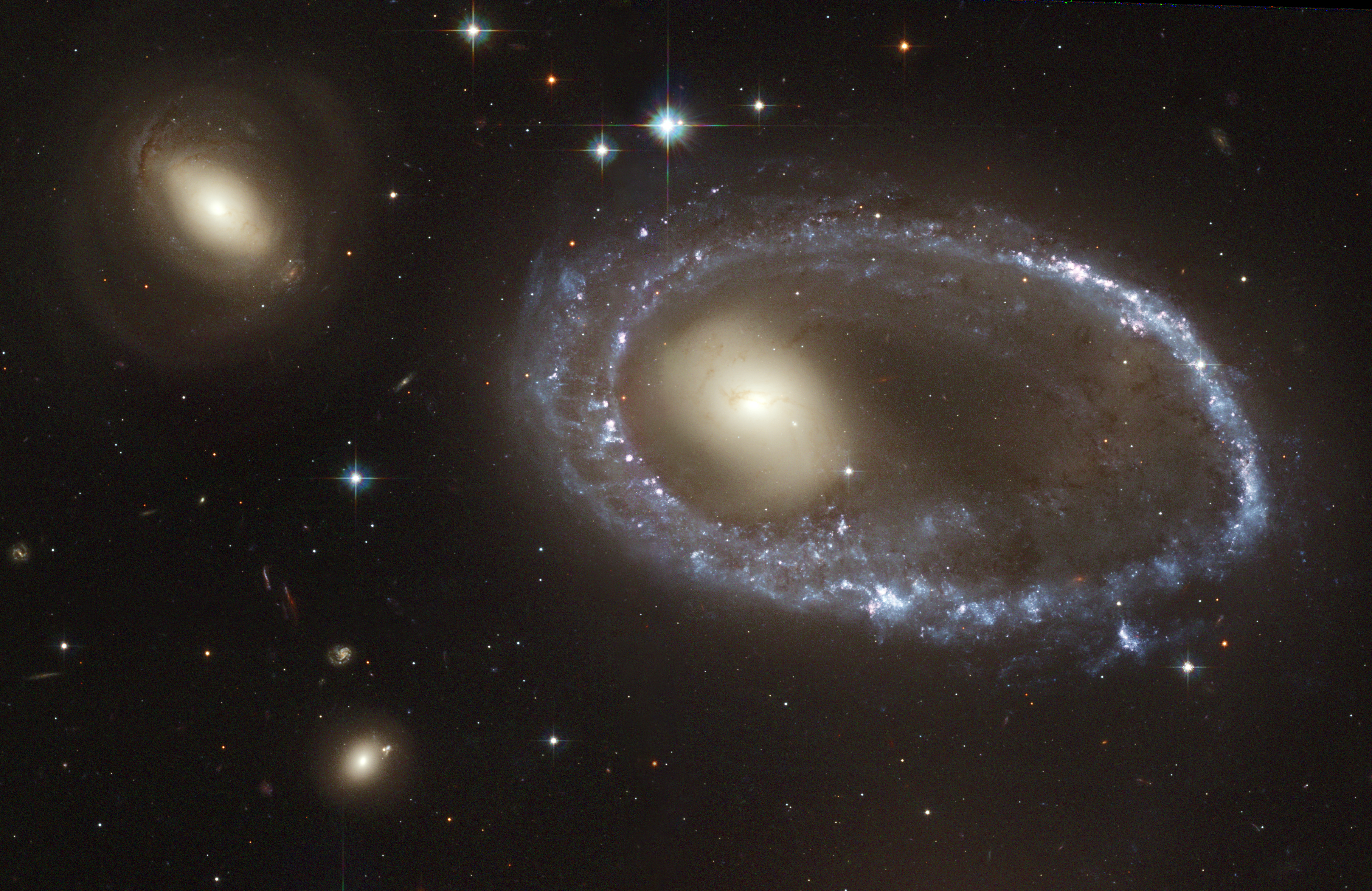
Кільцеподібна галактика AM 0644-741

## Інтернет-ресурси
- Об'єкт Хога.